# スーパーマリオ ヨッシーアイランド
『スーパーマリオ ヨッシーアイランド』（英題：Super Mario World 2: Yoshi's Island）は、1995年8月5日に任天堂から発売されたスーパーファミコン用横スクロールアクションゲーム。アメリカでは同年10月4日、ヨーロッパでは同年10月6日に発売。1990年発売の『スーパーマリオワールド』でマリオと共に冒険したキャラクター「ヨッシー」が主役のヨッシーシリーズ1作目。通称「ヨッシーアイランド」。
後にリメイク版である『スーパーマリオアドバンス3』の収録タイトルの一つとなり、他機種版も発売された（#他機種版）。

## ゲーム内容
ゲームシステムは前作と大きく異なり、グラフィックには手書き風の絵柄が用いられている。本作に登場するマリオは赤ん坊の姿をしており、取扱説明書及びゲーム内での呼称は「マリオ」ではなく「赤ちゃん」となっている。

### システム
プレイヤーは赤ちゃんを背負ったヨッシーを操作し、赤ちゃんが敵に連れ去られることなく、無事に次のヨッシーに届けるのが各ステージでの目的となる。
本作には6つのワールドがあり、それぞれ8つの基本ステージが含まれている。通常ステージではゴール地点にあるルーレットの輪をくぐるとクリアとなり、次のステージに進めるようになるという至ってシンプルなルールである。各ワールドの4ステージ目（砦）では中ボス戦、8ステージ目（城）では大ボス戦がある。スーパーマリオワールドにあった隠しゴールなどはなく、ワールドをスキップできるワープゾーンのような概念も存在しない。一度クリアしたステージは任意のものを選択し繰り返しプレイできる。
ヨッシーがダメージを受けると背負っている赤ちゃんがヨッシーから離れ、シャボン玉に包まれた状態で宙に浮かぶ。この時、画面上に数字（所持している「スターのおまもり」の数）が表示され徐々に減っていく。赤ちゃんを助けることで数字の減りは止まるが、0になると赤ちゃんがコカメックに連れ去られてミスになる（コカメックが画面外に消える前に助け出せればミスにならない）。スターのおまもりの数はステージ開始時では10だが、ステージ内にあるアイテム「スター」（後述）を取ることなどで最大30まで増やせる。また、赤ちゃんを助けた時点でカウントが10未満だった場合は、10まで少しずつ回復する。なお、赤ちゃんがヨッシーから離れている状態では、そのエリアから出られなくなるという仕様がある。具体的には出入口の判定が消滅したり、入れる土管や扉に入れなくなったりする。無理に出ようとすると画面外にアウトしてミスになる。
ほとんどのステージには「中間リング」が設置されている（設置されていないステージもある）。これを通過すると、その後ミスになってもリングの周辺から再開できるようになる。また、通過時にはスターのおまもりが10増え（所持数が30を超える場合は30まで）、更にその近くにいる敵はスターのおまもりに変わる。
各ステージのクリア後には得点が表示される。これは、ステージ内にあるアイテム「赤コイン」（1点×最大20枚）、「スペシャルフラワー」（10点×最大5個）、クリア時点での「スターのおまもり」（1点×最大30個）の取得状況によって決まり、100点満点で算出される。この点数はゲームクリアには関係ないが、そのワールドのすべてのステージで100点を記録すると、「スペシャルステージ」と「ボーナスチャレンジ」（後述）がプレイできるようになる。全てのステージで100点を獲るとタイトル画面に星印が表示される。

### アクション
ヨッシーは、タマゴを投擲用の道具とする「タマゴ投げ」やジャンプボタンを押し続けることでより遠くまで飛べる「ふんばりジャンプ」など、従来のスーパーマリオシリーズには無かった様々なアクションを用いる。
敵を食べる
舌を伸ばして前方の敵を口に含む。含んだ敵はそのまま吐き出して飛ばせるほか、飲み込むことでタマゴに変えられる。ただし、口に含めない敵や飲み込んでもタマゴにできない敵もいる。
タマゴ投げ
入手したタマゴを前方に投げると一直線上に飛んで行き、障害物に当たると3回まで反射する。投げる前に攻撃ボタンを押すと投げる方向が動きながら示されるが、その後の投げ方として、もう一度ボタンを押すと投げる「じっくりタイプ」と、押したボタンを離したときに投げる「いけいけタイプ」の2種類から選べる。
ふんばりジャンプ
ジャンプ中にジャンプボタンを押し続けると少しだけ空中にとどまり、より遠くまで飛べる。着地するまで繰り返し実行できる。敵を踏むと高く飛べる。
ヒップドロップ
ジャンプ中に急降下し、地表の敵や仕掛けに衝撃を与えることができる。一度急降下すると、地面に着地するまで他の動作を取れない。この技は、後にマリオシリーズでも用いられるようになった。

### アイテム

#### 基本アイテム
コイン
マリオシリーズでお馴染みの黄色い小判。よく見るとヨッシーの顔が描かれている。ステージ内の様々な場所に配置されており、100枚取ると1UPする。タマゴやスイカのタネで取ることもできるが、最初から配置されているコインを舌で取ることはできない(床に落ちているコインなら舌でも取れる)。
赤コイン
各ステージに20枚ずつある赤いコイン。通常の状態では普通のコインと酷似しており一目では判別しにくい（GBA版では見た目が全く同じ）。ただし後述のアイテム「見やぶり虫メガネ」を使うと赤色で表示される。取得時は普通のコインとしても数えられる。最後の1枚を取ると違う効果音が鳴る。ステージクリア後の得点表示では1枚あたり1点として換算される。
スペシャルフラワー
ニコニコした顔が特徴のマーガレットのような花。各ステージに5個ずつあり、全て取ると1UPする。ステージクリア後の得点表示では1個あたり10点として換算される。
一部のステージには厳つい顔をした偽フラワーも混じっており、そちらに触れるとダメージを受ける。
スター
星形の体に顔と足がついたキャラクター。取得すると「スターのおまもり」の数が増える（最大30個）。ステージクリア後の得点表示ではスターのおまもり1個あたり1点として換算される。スターの所持数が30の時はコインが出る。
タマゴ
ヨッシーの攻撃手段の1つで、基本的にこれを投げて攻撃する。攻撃以外にも仕掛けを解いたり、アイテムを取ったりするのにも使う。投げる動作に入るとカーソルが表示され、もう一度ボタンを押すとその方向に飛んでいく。壁に当たると3回まで反射するが、敵やアイテムに当たると割れる(コインに当たっただけでは割れない)。
敵を飲み込んだ際やコース内にある「タマゴブロック」（後述）によりタマゴを入手できる。タマゴは最大6個まで所持できるが、アイテムの「カギ」や「かるがーも」を所持している場合は持てる数が減る。初期のタマゴは緑色だが、壁にぶつけると黄色、赤色に変化する。黄色のタマゴの中にはコインが、赤色のタマゴの中にはスター2個が入っている。また、赤コイン入りの光るタマゴもある（光るタマゴはゴールまで持っていけばその場で割れて、中身の赤コインを入手できるので、無理に割る必要はない）。
このほか、敵キャラクターの「デブホー」を飲み込んだ場合は巨大なタマゴが作られる。このタマゴは遠くへ投げることはできないが、その場に落とした時の振動で画面内の敵をスターやコインに変化させることができる。この巨大タマゴは、持ったままゴールするとコインに変化する為、次のステージには持ち込めない。
かるがーも
一部のステージに登場するかるがもの親子で、タマゴの所持数によって最大2匹の子供を連れている。触れてもダメージは受けず、親を踏みつけることで子供のかるがーもを奪うことができる（親は逃げ出す）。タマゴを持っていない状態なら一度その場を離れ、かるがーもの出現位置に戻れば、また子供を連れているので、最大6匹所持できる。
タマゴと同じように投げることができ、基本的な使い方も同じだが、割れたり色が変わったりはしない。
また、タマゴと違って一直線上には飛ばず、投げた場所の近くで円運動を繰り返す。投げたかるがーもに触れれば回収でき、繰り返し使用できるが、タマゴと同様、障害物に3回当たると消えてしまう。
所持した状態でゴールすると何処かに飛んで行ってしまう為、次のステージに持っていくことはできない。
カギ
施錠された扉を開けることができる。先に進むのに必要なカギと小屋付き扉を開けるカギの2種類があるが、見た目での区別は付かない。
1回使うとなくなるが、ステージ中に入手できるカギと施錠された扉の数は同数なので、足りなくなる心配はない。
所持した状態でゴールするとコインに変わる。
スイカ
緑、赤、青の3種類がある。口に含むことで、それぞれタネ30発（食べかけのスイカは10発）、ファイア3発、アイス3発を吐くことができる。タネは敵を攻撃することはもちろん、コインやフラワーを取ったりハテナ雲を割ることもできる。ファイアは氷を融かしたり敵を焼き倒す効果がある。アイスは敵はもちろん、キラー砲台をも凍らせる効果がある。アイスで凍らせた敵に触れると破壊してその敵を倒すことができる。
なお、スイカはタマゴにはできないので、誤って口に含むと、使い切るまで他の敵を飲み込めないという欠点もある。
スーパースター
小型の星。取ると赤ちゃんが一定時間「パワフル赤ちゃん」に変身する。パワフル赤ちゃんは基本的に無敵で、ダッシュ、壁登り、マントで飛ぶなどのアクションができ、トゲ床の上も歩けるようになる。効果時間は短いが変身中、特定の位置（主に進行方向）にスーパースターが出現し、取ることで効果時間が延長される。途中で効果が切れると進行方向に置かれたスーパースターは消滅するが、初期位置に置かれているスーパースターは何度でも復活するので、取りに戻ることでやり直せる（一部例外あり）。
変身中、ヨッシーは巨大タマゴに変化して赤ちゃんの後をついてくるが、この巨大タマゴも通常のタマゴの所持数としてカウントされるので、タマゴを6個持った状態で取ると1個没収されてしまう。また、変身中は土管や扉に入ることはできず、ゴールすることもできない。
なお、本作での効果中のBGMには従来シリーズの曲に副旋律が付けられており、後に『スーパーマリオ64』のはねマリオ・スケスケマリオ状態や、『スーパーマリオギャラクシー』のレインボーマリオ状態の際にも同様の曲が使われている。

#### スペシャルアイテム
後述の「ボーナスチャレンジ」または「ミニバトル」で入手できる。以下の9種類があり、基本的にポーズ画面からいつでも使用できるが、ボス戦では使用できない。最大27個までストック可能で、既に27個持っている状態で新たにアイテムを入手した場合は古いアイテムから消えていく。
10ポイントスター / 20ポイントスター
スターのおまもりをそれぞれ10個、20個補充できる。最大数（30個）所持時は使用できない。
いつでもタマゴ
その場でタマゴを最大数まで補充できる。既に最大数の場合は使用できない。
どこでもPOW
画面上の敵が全てスターに変化する。これでしか倒せない敵もいる。
たっぷりハテナ雲
画面上の敵が全て「ハテナ雲」（後述）になる。中身は大体1コインだが、たまに1UPが出てくることもある。
見やぶり虫メガネ
ステージ上の赤コインを判別できるようになる。また、隠れているハテナ雲が表示されるようになる(一部例外あり)。効果は使用したステージ内のみ有効。既にそのステージで使用中の場合は使用できない。
スペシャルスイカ（緑、赤、青）
口にスイカを含んだ状態になり、それぞれタネを90発、ファイアを9発、アイスを9発飛ばすことができる。既に何かを口に含んでいる状態では使用できない。

#### へんしんアイテム
特定のステージではシャボン玉に包まれた以下の「へんしんアイテム」があり、獲得することで一定時間ヨッシーの姿がそれぞれの形を模したものに変身（モーフィング）する。変身中に出現するヨッシーの顔が描かれた「ヨッシーブロック」が変身状態のゴール地点にあたり、これに触れるとその場で元の姿に戻れる。しかし、時間内に触れられなかった場合は、元の姿になった上で使用地点まで強制的に戻される。変身中にその姿と同じアイテムを取った場合は効果時間が延長され、違うアイテムを取った場合はそのアイテムの姿に再度変身する。この場合も使用地点は変わらず、効果が切れた場合は、最初にへんしんアイテムを取った地点まで戻される。また、変身中にパックンフラワーに食べられてもダメージはないが、持っていたタマゴが没収されてしまう。最初から宙に浮いているタイプは、効果が切れても復活して何度でも使えるが、ハテナ雲から出て来るタイプは使い切りとなっている。
ヘリコプター
空中を自由に飛べるようになる。敵に当たると急降下する他、何も操作していない時も少しずつ降下する。攻撃はできないが、踏める敵は踏める。
モグラタンク
土壁を掘ることができ、壁に張り付いての移動もできる。攻撃はできない。
せんすいかん
水中に潜ることができる。追尾機能がある魚雷で攻撃可能。敵に当たると沈む。
きかんしゃ
壁に描かれた線路の上を走れるようになる。線路を走っている間は壁に描かれたヘイホーが動きだして進路を妨害する。攻撃はできないが、線路を走っていない状態なら、踏める敵は踏める。ただし、ジャンプはできない。
くるま
車体を上げて敵をかわせる。壁でタイミングよく車体を上げるとよじ登ることができる。攻撃はできない。

### 仕掛け
タマゴフラワー
一定間隔でタマゴを出し続ける花。既にタマゴを最大数持っている場合は出さない。近くでヒップドロップをすると一度に複数のタマゴが飛び出し、その後、タマゴを出す間隔が短くなる。タマゴではなく敵キャラクターの「サンボ」を出すタイプもある。
チューリップ
宙に浮かんだニコニコ顔の赤いチューリップ。タマゴや敵を中に入れるとスターを8個吐き出して消える。既にスターのおまもりが30ある場合はコインを出す。
木箱
中にアイテムが入っており、ヒップドロップで壊せる他、横から押して動かすこともできる。壊した木箱はエリア移動して戻って来れば復活するが、中身は復活しない。これを動かして足場にしなければならない場所もある。
つぼ
黄色い花が生けてある壺。中にアイテムが入っており、下に落とすと割れる。木箱と同様、横から押して動かすこともできる。何も出てこない壺もある。
バケツ
中にアイテムが入っており、タマゴを横から当てると出てくる。下から当てると落下して何も手に入らない。ごく稀に敵キャラのボロドーが出てくる事もある。水や溶岩に浮かべてヨッシーが乗ることもできる。
ハテナ雲
タマゴなどを当てると、アイテムの放出や地形の変化など様々な効果が現れる。中には隠れて見えないものもあり、ワンワン岩を当てないと見つからない厄介なタイプもある。
やじるし雲
タマゴを当てると矢印の方向に飛んでいく。矢印の方向が一定のものと変化するものがある。効果は一度切り。
メッセージブロック
叩くと攻略のヒントになるメッセージを喋ってくれるブロック。時々ゲームの感想を聞いてきたり、歌ったりする。
タマゴブロック
叩くと中からタマゴが出てくるブロック。ぶちが緑色のものは6個以上ストックしない限り無限に出てくるが、黄色・赤色・光るものはそれ自体がタマゴに変化する為、一度しか使えない。
ピンクブロック
見た目はタマゴブロックのぶちがピンク色になったもの。叩くと巨大化し、足場として利用できる。しばらく経つと縮むが、再度叩けばまた巨大化する。
リフトブロック
衝撃を与えるとヨッシーを乗せて運ぶリフトに変化するブロック。リフトは横移動する物と縦移動する物の2種類がある。
ジャンプ台
上向きの矢印が描かれた丸い形状のもの。上でジャンプすると高く飛びあがる。大きいものほど高くジャンプできる。
フリッパー
ピンボールのフリッパーの形状をした扉。一方からは開くがもう一方からは開かない為、一度通ってしまうと戻れない。ワンワン岩を置く事で常に開けておく事が可能。
回転リフト
中心軸に沿って回転し続けている。放射状に4つの足場が並んで回転しているものや、緑色のタマゴブロックを中心に1つの足場が回転しているものがある（このタマゴブロックからはタマゴは出てこない）。
足こぎリフト
放射状に並んだ4つの足場で、ヨッシーが上に乗った際の重心により車輪のように回転しながら進む。線の無いものは水平に移動する。後に『New スーパーマリオブラザーズ』『New スーパーマリオブラザーズ Wii』にも類似したものが登場する。
トゲリフト
上半分がトゲ、下半分が平らになっている足場。近くにある同色のブロックに衝撃を与えると反転する。
線リフト
乗ると線に沿って動き出す。レールが切れている場所に着くとそのまま落ちてしまう。緑、黄、赤の3種類があり、リフトの色によって移動速度が異なる。タマゴフラワーが乗っているタイプもある。
うずまきリフト
渦巻きが描かれた丸い足場。ヨッシーが上で重心移動することで、玉乗りの要領で線に沿って前後に進む。
やじるしリフト
矢印が描かれた丸い足場。宙に浮いて回転し続けているが、上に乗ると回転が止まり矢印の方向に移動する。リフトの上でジャンプすると再度回転するので、これで移動する方向を微調整できる。また、口に含んで運ぶことができる。茶色と青色があり、青色のものは回転速度が遅く、一定時間乗り続けると消えるが、消える前に口に含むことで消滅までの時間を延長できる。消えたリフトは初期位置に戻れば復活している。
2方向に矢印が出ているものは上下または左右のみ移動が可能で、タマゴを当てると上下左右の向きが変わり、乗ってジャンプすると移動する方向が変わる。
ウンババリフト
5-4の終盤にのみ登場する、敵キャラクター「ウンババ」のような見た目で頭に緑色のリフトを乗せたもの。乗ると進行方向に向かって進み、足場など特定のポイントに着くと体を伸ばして一時停止する。このリフトは一度乗ると、そのまま終着点まで行ってしまうので、足場でコインなどを取った後は素早く乗らないと置いていかれてしまう。下に地面はなく、乗り遅れた場合はもう戻って来ないので、落下ミスするしかなくなってしまう。また、下のウンババ部分には触れてもダメージはない。
シーソー / シーソー丸太
乗った方向に傾く。シーソー丸太はとがった杭や丸い丸太の上に設置され、傾けすぎると落下する。
回転丸太
一定の間隔で高速回転しており、回転中に当たると高く上がる事もできる。
ドラム
円筒状の足場。上に乗ると手前方向に回転し、乗り続けると落下する。後に『New スーパーマリオブラザーズ』『New スーパーマリオブラザーズ Wii』にも類似したものが登場する。
回転板
水平回転している横長の足場。端に乗ると左右に振り回される。
倒れる壁
近づくと突然画面奥から倒れてくる。潰されるとダメージを食らう。1-4にのみ登場する。
落ちる床
大小様々な大きさのある四角いブロック状の足場。空中に浮いていて乗ると落下し始めるものや最初から落下しているものもある。上から潰されるとスターのおまもりの数に関係なく即ミスになる。空中に浮いているものの一部は乗っても落下しない。
ちくわ床
ちくわのように穴が開いている足場。しばらく乗っていると落下する。小さいものと大きいものがある。
柔らかい床 / 天井
茶色い床に黄色の断面というカステラのような見た目の足場。上に乗ると若干沈む。天井にある場合は頭を突っ込むと暫く落ちてこず、ふんばりジャンプを駆使する事で空中を横移動が可能。
カウント床
表面に数字が書かれた足場。上に乗っているだけなら何も起きないが離れると数字が減っていき、1の時に離れると消滅する。
ゼリーブロック
ゼリーのように柔らかいブロック。ヒップドロップすると潰れて横に細長くなるまで伸ばせる。壁に押し付けると若干縦に伸びる。
風船
目と口が描かれ様々な色があり、谷底から次々と浮かび上がってくる。上に乗ることができる。
ポンプで膨らませるものは、乗ると横に飛んでいきながら徐々にしぼんで小さくなる。ポンプにヒップドロップすれば素早く膨らませることができる。
ワンワン岩
敵キャラクター「ワンワン」のような見た目の岩。押して転がすことができ、敵に当てると倒せる。上に乗ってうずまきリフトのように転がすこともできる。灰色と茶色があり、灰色は画面から消えると最初にあった場所に戻るが、茶色は最後にあった場所まで残っている。中にはこの岩を当てないと出現しない隠しハテナ雲もあり、これは見やぶり虫メガネでも見破ることはできない。
雪玉
雪が積もった地形にある玉。押して転がし続けると大きくなっていく。ワンワン岩と同じように扱うことができる。
杭
地面から突き出ている杭。先端が鋭利なものは上に乗るとダメージを食らうが、平らなものはヒップドロップで押し込むことができる。
つらら
洞窟内の天井にあり、一部は近づくと落ちてくる。天井にくっついたままのものはタマゴを当てると落とせるが、いずれも当たるとダメージを食らう。
トゲ
触れるとスターのおまもりの数に関係なく即ミスになる。黄色い針と青い鉄球の2種類があり、青いものはタマゴやスイカの種を当てると破壊できる。
溶岩
触れるとスターのおまもりの数に関係なく即ミスになる。
ポチ
大きい口を持つ犬のような生物。背中に乗るとヨッシーが向いている方向に走りトゲや溶岩の上を通過できる。ポチの上でジャンプするか、左右を振り向くとブレーキをかけられる。とても早いので「このバカイヌといわないで」などの難しいコースでは上手くスピードを調節する必要がある。
スイッチ
表面に「！」のマークが描かれたスイッチ。上から踏むと一定時間、それまで見えなかったコインやブロック、別空間への入り口が出現する。
土管
マリオシリーズでお馴染みの緑色の管。ステージ上の至る所で伸びており、中に入れるタイプと入れないタイプがある。中に入れるものは別のエリアに通じている。タマゴ補充用に敵が無限に出てくるタイプもある。
扉
開けて中に入ると別のエリアに移動することができる。基本的には青色だが、ボスの部屋に通じているのは赤い扉である。カギ穴が空いている扉はカギを取らないと開けられない。また、バツ印の付いた扉は一方通行の出口にあたる扉であり、こちらからは開けられない。

### ボーナスチャレンジ
ゴール地点にあるルーレットがフラワーの所に止まると、以下の6つのミニゲームのうちランダムに選ばれた1つがプレイできる。また、各ワールドの8ステージ全てで100点を取るとそのワールドの選択画面にアイコンが追加され、そこから選択していつでもプレイできるようになる（以下の()内の数字は表示されるワールド）。
カードめくり (1)
8枚のカードを1枚ずつめくる。カードにはアイテムの絵が描かれており、「せいさん」を選択するとめくった絵のアイテムを全て入手できる。ただし、カメックの絵が出てしまうとその場で強制終了。アイテムは一切貰えない。コカメックの絵はハズレだが、出ても特にペナルティはない。カメックのカード以外の7枚を全てめくると10UPできる。ただし、カメックのカードは2枚以上含まれていることがあり、10UPが手に入るのはカメックが1枚の場合に限られる。アイテムが欲しくない場合は、1枚もめくらずに「せいさん」することもできる。
スクラッチ (2)
7つのマスのうち3箇所を削る。削った部分の下から出てきた赤ちゃんの絵の数によりそれぞれ1UP、2UP、5UPする。1つも出なかった場合は何も貰えない。
くじびき (3)
6枚のカードの中から1枚を選び、表示されたアイテムを貰える。カメックが描かれたカードが出た場合はハズレとなる。カメックのカードが含まれないパターンもあるが、6枚中3枚がカメックのパターンもある。
カードあわせ (4)
神経衰弱。14枚のカードを2枚ずつめくり、両方とも同じアイテムの絵が描かれていればそのアイテムを貰える。最初に数秒間、全てのカードがめくられ、配置を憶える時間がある。ハズレはないが、お手付きは1回まで、2お手付きで即終了。カードめくりと違って、途中で強制終了してもそれまでに出たアイテムは貰える。最後に残った1組をめくる際には絵柄が「10UP」に変化する。
ルーレット (5)
ヨッシーの残り数を賭けるというスリリングなミニゲーム。画面左のルーレットには「+」（和）と「×」（積）の記号が、右のルーレットには0から3までの数字が描かれており、「賭けた残り数 +（または×） 数字」の計算結果が配当される。99匹賭けて「×3」が出れば最大297UPできるが、「×0」が出て全て没収される可能性もある。「+0」または「×1」の場合は賭け数が戻るだけである(1UP音はするがヨッシーは喜ばない)。残り数が1の場合はプレイできない。
スロット (6)
3つのリールを止め、絵柄が全て揃うとヨッシーの残り数が増える。スイカ・スーパースター・ヘイホーは1UP、チェリーは2UP、タマゴは3UP、「7」は5UPする。絵柄が揃わなければ何も貰えない。

### ミニバトル
特定のステージにあるカギ穴つき扉を開けるとプレイできるミニゲーム。ヨッシーと敵キャラクターの「ボロドー」が様々な条件下で対戦し、勝利するとヨッシーの残り数が増えたりスペシャルアイテムがもらえたりする。ゲーム中の隠しメッセージで提示されるコマンドをステージ選択画面で入力することにより2人対戦も可能。
フウセンなげ
徐々に膨らんでいくフウセンを渡し合い、フウセンを持っている時に割れると負け。画面上に表示されるボタン（4〜6個）を正しく入力すると相手にフウセンを渡すことができる。間違えたり、ゲージが0になると最初から入力し直さなければならない。
フウセンわり
フウセンをヒップドロップで割り、中から「当」の文字（GBA版では星マーク）が出てきた方の勝ち。
スイカのタネあて
対戦格闘ゲームのようなミニゲーム。スイカの種を発射して攻撃し、相手の体力ゲージを無くした方の勝ち。お互いのHPは4で、4回種を当てれば勝てるが、たまに出る赤スイカで炎を当てれば2ダメージを与えられる。CP操作時のボロドーは背景に隠れられるが、2人対戦時では隠れられず、上方向にも種を飛ばせないので対戦ではボロドーが不利。
コインひろい
部屋の上部にある砲台から発射されるコインを多く取った方の勝ち。ヨッシーの方がジャンプ力が高く、舌でもコインを取れるので、2人対戦時はヨッシーが圧倒的に有利。

## ストーリー
ある日の夜、二つの布包みを咥えた一羽のコウノトリが飛行していた。コウノトリは、布にくるまれた双子の赤ちゃんを届けるべく、その子たちの両親のもとへ向かっていた。すると突然、猛スピードで飛び迫る謎の人物がコウノトリに襲い掛かり、布包みを奪い去った。しかし、その者が手にした包みは一つだけで、もう一つは地表へと落下していった。
コウノトリを襲った者の正体は、クッパ王国に仕える魔法使い・カメックだった。双子の赤ちゃんがやがて王国の脅威になるという自らの占いに基づいた犯行だったが、片方の赤ちゃんを誘拐し損ねたことを知ったカメックは、部下に捜索を命じた。
一方、上空から落下した赤ちゃんは、ヨッシーたちが暮らす島「ヨッシーアイランド」に住む一匹のヨッシーの背中に着陸し難を逃れる。赤ちゃんを保護したヨッシーたちが今後について相談している中、赤ちゃんは一つの方向を指差した。ヨッシーたちは手分けして赤ちゃんを運ぶことを決め、指し示された目的地へと向け出発する。

## 敵キャラクター

### ザコキャラクター
ヘイホー (英語：Shy Guy, シャイガイ)

ムーチョ (英語：Snifit, スニフィット)

ボロドー (英語：Bandit, バンディット)

カメック (英語：Kamek)

ノコノコ

パタパタ

ジュゲム

ガボン (英語：Mace Penguin, メース・ペンギン)

パックンフラワー

サンボ
このゲームの英語版で名前「Spiked Fun Guy」 (スパイク・ファンガイ) が付けられている。
ハナチャン

クリボー

プクプク
このゲームの英語版で名前「Flopsy Fish」 (フロプシー・フィッシュ) や「Piscatory Pete」 (ピスカトリー・ピート) が付けられている。
テレサ

バブル
このゲームの英語版で名前「Lava Bubble」 (ラーバ・バブル) が付けられている。
ウンババ

キラー

ワンワン (英語：Chain Chomp, チェーン・チョンプ)

ファイアバー
プロペラヘイホー (英語：Fly Guy, フライガイ)
頭上のプロペラで浮遊しているヘイホー。アイテムを持っていることが多い。漂っているタイプと逃げるタイプが存在する。
ムーンサルトヘイホー (英語：Woozy Guy, ウージーガイ)
外見はヘイホーと同じ。宙返りしながら移動する。
竹馬ヘイホー (英語：Stilt Guy, スティルトガイ)
竹馬に乗って移動している。踏みつけると普通のヘイホーに戻る。
アリホー (英語：Stretch, ストレッチ)
のっぽなヘイホー。踏むとスイカの種を吐き出す。その種に当たったキャラクターは敵味方問わずダメージを受ける。
デブホー (英語：Fat Guy, ファットガイ)
肥満のヘイホー。上から踏むと動きが早くなる。このキャラでタマゴを作ると特大のタマゴになり、投げると衝撃が発生し敵がスターのお守りになる。
ヤリホー (英語：Spear Guy, スピアーガイ)
槍と盾を持ち武装しているヘイホー。槍が長いものと短いものの2種類がいる。正面からの攻撃は基本的に受け付けないので、後ろから攻撃しないと倒せないが、実は目の前で上キーを入れながら舌を出すと食べることが出来る。
ヤリヤリダンサー (英語：Dancing Spear Guy, ダンシング・スピアーガイ)
長い槍を持って歌い踊っている。複数で出現することが多い。
鉄球ヘイホー (英語：Mace Guy, メースガイ)
常に鉄球を振り回しているヘイホー。
フラワーヘイホー (英語：Mufti Guy, マフティガイ)
沢山の花を被ったヘイホー。花にカモフラージュしているが、舌を当てるなどして花びらを散らすと元のヘイホーに戻る。ヒップドロップで倒そうとするとダメージを受けてしまう。
いつのまにかヘイホー
名の通り、いつの間にかボロドーに奪い取られたマリオの代わりにヨッシーの背中に付いてくる。背景に隠れていて、ボロドーとセットで現れる。
ゆーれいヘイホー (英語：Boo Guy, ブーガイ)
幽霊になったヘイホー。バケツリレーの要領で爆弾を運んで落としたり、トラップを動かしたりしている。バケツリレーに失敗すると、落とした敵は落ち込んでしまい、それ以外の敵は呆れ顔で左右に顔を振る。
ボーボーヘイホー (英語：Flamer Guy, フレーマーガイ)
燃えながら跳ね回ったり、走り回ったりしているヘイホー。口に含むと、ヨッシーが3回だけ炎を吐けるようになる。
らくがきヘイホー (英語：Train Bandit, トレイン・バンディット)
壁に描かれたヘイホーの落書き。ヨッシーが機関車に変身して線路を走り出すと動き出し、ヨッシーを追いかけてくる。
カンテラくん (英語：Lantern Ghost, ランターン・ゴースト)
洞窟のステージにいることが多い。名前の通り、カンテラで暗闇を照らしている。灰色と茶色の2種類がいる。ヘイホーと同様、土管から無限に登場するものもいる。
コカメック (英語：Toady, トーディ)
カメックの部下。スターのお守りが0になると、集団で現れマリオをさらっていく。緑色のものが単独で現れた時は、スターのお守りが尽きるまで、マリオを持ってヨッシーから逃げ回る迷惑な敵。特定のステージではダメージを受けると突然現れて逃げ回るピンクのものもいる。
かみなりジュゲム (英語：Thunder Lakitu, サンダー・ラキツ)
雷を落としてくるジュゲム。落ちた雷は地上で燃え広がる。
フィッシングジュゲム
釣竿を持っているジュゲム。釣竿でマリオをさらおうとしてくる。このジュゲムが乗っている雲は何故か口に含んでも飲み込めない(その他のジュゲムの雲はすぐに飲み込まれる)。
かべあなジュゲム (英語：Wall Lakitu, ウォール・ラキツ)
壁穴から突然登場するジュゲム。雲に乗っていないので本体を直接食べることができる。
どかんジュゲム (英語：Aqua Lakitu, アクア・ラキツ)
土管から突然登場するジュゲム。
水中ジュゲム
シュノーケルを装備し、土管ステージの水中に潜んでいる。
あほーどり (英語：Goonie, グーニー)
一直線に飛ぶ鳥。踏んでも倒せないが、足場になる。口に含んで吐き出すと、あほーむしになる。ヘイホーを落とすものもいる。
デブあほーどり (英語：Hefty Goonie, ヘフティ・グーニー)
肥満のあほーどり。重すぎて飛べないため、ジャンプしながら移動する。口に含んで吐き出すと、デブあほーむしになる。
ほねあほーどり (英語：Skeleton Goonie, スケルトン・グーニー)
骨になったあほーどり。性質はあほーどりとほぼ同じだが、上に乗ると翼が砕けてしまうため足場にならない。爆弾を落とすものもいる。
あほーむし (英語：Flightless Goonie, フライトレス・グーニー)
羽が取れたあほーどり。これでも鳥の一種で、地上を素早く走り回る。初めからあほーむしのものもいる。
デブあほーむし
肥満のあほーむし。転がりながら移動する。食べることはできない。乗ることができるが、意味はない。
ほねあほーむし
骨になったあほーむし。骨になっても足は速い。
キューちゃん (英語：Raven, レイブン)
頭に毛が3本、真っ黒い体、黄色いくちばしを持つ九官鳥。羽はなく、空を飛ぶことはできない。空中にある星の周りを走り回っている。どんな場所でも歩くことができ、落ちることはない。
ひなキュー (英語：Small Raven, スモール・レイブン)
ミニサイズのキューちゃん。壁に添って走る。食べてもすぐ飲み込んでしまいタマゴにできない。
かるがーも
子連れのカルガモ。親鴨を踏むと子鴨が親鴨と間違えてヨッシーについて行く。子鴨はタマゴの代わりに投げることができ、投げるとブーメランのように円を描いて戻ってくるが、時折逃げることがあり、ゴールすると必ず逃げてしまう。ゴールと同時にAボタンを押すと稀に他のコースへ持って行くことが出来るが、挙動はきちんとしているが見た目が可笑しくなることが殆どである。
ポンキーパックン (英語：Wild Ptooie Piranha, ワイルド・ピトゥーイ・ピラニア)
体色は初めは緑で、攻撃を受けると黄、赤へと変化していく。サンボのような黄色いサボテンを吐いて攻撃してくる。ヨッシーを飲み込んでくることはない。体が赤色の状態で攻撃すれば倒すことができるが、とどめをささずに画面外に一定の距離移動すると、元の緑色に戻ってしまう。攻撃を受けた瞬間は当たり判定がない。ファイアやアイスなら一撃で倒せる。
プロペラパックン (英語：Hootie the Blue Fish, フーティー・ザ・ブルー・フィッシュ)
細い通路にいる。タマゴを当てるとしばらく回転し、その間は通り抜けることが可能。体は紫色。ファイアやアイスで倒せる。
プチパックン (英語：Nipper Plant, ニッパー・プラント)
パックンフラワーの子供。一定の距離まで近づくと動くものと、空から綿毛の状態で降ってきて、着地すると発芽し、跳ねて移動するものの２種類がいる。
砲台サンボ (英語：Blow Hard, ブロウハード)
ヨッシー目掛けて黄色のサボテンを発射してくる。タマゴを当てるか、画面内でヒップドロップをすると一定時間気絶する。
風船サンボ
サンボを吊り下げた風船。ヨッシーが下を通過するとサンボを落としてくる。
ヘディングサンボ(英語：Pokey, ポーキー)
サンボをヘディングして遊んでいるサンボ。普段は楽しげだが、頭上のサンボがなくなるとしょげる。しばらく経つと、頭上からサンボが生えてきてヘディングを再開する。
マトサンボ (英語：Cactus Jack, キャクタス・ジャック)
的がついたサンボ。通常のサンボより大きく、タマゴを当てると転がる。線リフトのレールに乗っかることができる。
パンジーさん（黄/水/紫） (英語：Crayzee Dayzee, クレイジー・デイジー)
パンジーのキャラクター。泡を吹くものもいる。
ワタボー (英語：Fuzzy, ファジー)
大量に出現し空中を漂う。触ったり食べるとヨッシーが酔っぱらってフラフラになり、操作しにくくなる（画面も歪み、BGMもおかしくなる）。タマゴやスイカ攻撃で倒せる。
ニセフラワー (英語：Dizzy Dandy, ディジー・ダンディ)
スペシャルフラワーの偽者。本物と違い、凶悪な顔をしている。ヨッシーが近づくかタマゴを当てると転がり落ちてくる。タマゴを当てた場合、笑い声を上げる。壁に当たると消滅する。
タマゴフラワー
厳密に言うと敵ではない。ヨッシーの所持タマゴ数が6個未満の場合、タマゴを吐き出す花。周囲でヒップドロップをすると大量に吐き出す。
サンボフラワー
タマゴの代わりにサンボを吐き出すこと以外は、タマゴフラワーと同じ。
ニコプーフラワー (英語：Eggo-Dil, エッゴディル)
定期的に、5枚の花びらを全方位に発射する。ヒップドロップの振動を与えると花びらを落とす。
プチプチくん (英語：Milde, ミルド)
淡いピンク色に肌色の斑点。丸っこくて、とことこ歩いてくる。踏みつけるとプチッと破裂して、近くに敵キャラがいた場合は弾き飛ばす。
プチプチL
プチプチくんの一回り巨大なもの。タマゴ攻撃は効かない。
カチカチくん (英語：Tap-Tap, タップタップ)
トゲ付きの鉄球に顔と足をつけたような姿をしている。その場でジャンプを繰り返すタイプ、崖を気にせず前進するタイプ、崖で反転して歩き回るタイプの3種類がいる。食べようとするとかわしてくるので食べることはできない。タマゴやスイカの種をぶつけても転がるだけで倒せない。ファイアやアイスがあれば倒せる。
ビッグカチカチスペシャル (英語：Tap-Tap the Golden, タップタップ・ザ・ゴールデン)
ビッグカチカチ（後述）の亜種。6-8のみに登場する。ジャンプしつつ歩いてヨッシーを追いかけてくる。溶岩に落ちても平気。タマゴをぶつけると仰け反って少しだけ気絶するが、穴に落としてもすぐに新手が現れるため、倒すことはできない。大ボス戦闘時のBGM（GBA版では戦闘前のBGM）が流れるが、ボスキャラではない。
チューさん (英語：Little Mouser, リトル・マウサー)
覆面をしたネズミのような生物。タマゴを持っていると、奪い取っていく。壁穴に潜んでいる場合もある。
ほねチュー (英語：Little Skull Mouser, リトル・スカル・マウサー)
髑髏の被り物を被ったチューさん。上から踏むと普通のチューさんになる。
ミットさん (英語：Green Glove, グリーン・グラブ)
ミットを着けて歩き回っている。ヨッシーのタマゴを投げつけられるか、あるいは周囲のタマゴを拾うとミットでキャッチし、ヨッシーめがけて投げてくる。3回踏めば倒せる。
バットくん (英語：Slugger, スラガー)
バットを抱えて歩き回っている。タマゴを投げつける、もしくはワンワン岩や敵をぶつけるとバットで打ち返してくる。スイカの種の連射をもことごとく弾き返す。3回踏めば倒せる。
空手家 (英語：Zeus Guy, ゼウスガイ)
その名の通り、空手を操って攻撃してくる。また、気功弾を撃ってくることもある。無効にする攻撃が多い強敵。倒すにはファイアが必要。
王様 (英語：Grunt, グラント)
トゲ付きの王冠を被っている。王冠が取れると恥ずかしそうに顔を赤らめて走り回る上、踏んで倒せる。
パサパサ (英語：Fang, ファング)
コウモリの姿をした敵。本作では名前が「バサバサ」ではない。
おさるさん (英語：Grinder, グラインダー)
触ってもダメージは受けない。しかし、もともとの動きの速さや不規則な行動の上に、スイカの種を飛ばしたり、木やつたの上からサンボや爆弾を落としたり、マリオを奪い取ったり、進路を妨げるなど、様々な手段で攻撃や妨害をしてくるため、非常に厄介な敵となっている。攻撃を当てたり、口に含んで吐き出すと濃い茶色に変色し、しばらく止まった後は逃げ回る。
ターくん (英語：Bumpty, バンプティ)
ペンギン。地上をうろつくものと空中を行ったり来たりするものがある。当たってもダメージは受けないが、大きく跳ね返される。タマゴにはできない。
ドンブリブロス (英語：Burt Bros., バート・ブロス)
2匹1組で登場する。一方がもう一方を踏み台にして大ジャンプする。ヒップドロップすると潰れてスターのおまもり3つになる。1匹になるとジャンプして向かってくる。
ころがりくん
ヨッシーが近づくか、口から吐き出すと体を丸めて他の敵を倒す。触ってもダメージは受けない。
あわふきくん (英語：Barney Bubble, バーニー・バブル)
上から踏むと口から泡を吐き出す。この泡に体当たりすると、大きくジャンプすることが可能。また泡を食べると泡吹き攻撃ができる。
スーパーハリマンネン (英語：Harry Hedgehog, ハリー・ヘッジホッグ)
ヨッシーが近くにいると背中の針ごと巨大化させる。
スライム (英語：Lemon Drop, レモンドロップ)
黄色の体に大きな可愛らしい瞳を持つ。踏みつけるとプチプチくんのように飛び散る。天井から雫のように落ちてくることもある。
ブロックスライム（モーフィングビッグスライム）(英語：Block Slime)
ビッグスライム（後述）の近種。普段はブロックに擬態しており、タマゴを当てることでのみダメージを与えられるが、ボスと異なってスライムが出てくることはない。
けめくじ (英語：Sluggy, スラギー)
毛の生えたナメクジのような生物。天井から落ちてくる。ピンクと白がおり、ピンクは天井で止まっていて落ちてくるとヨッシーに向かって動く。白は天井でもヨッシーに向かって動く。
雪だるま (英語：Dr. Freezegood, ドクター・フリーズグッド)
スキーを着けて滑ってくることが多い。触れてもダメージは受けないが、押されるので場所によっては危険。
水中プクプク
水中を泳ぐタイプのプクプク。倒せない。
ホネプクプク (英語：Jean de Fillet, ジャン・ド・フィレ)
骨になったプクプク。同じ所を行ったり来たりしている。
ハリボンボン (英語：Loch Nestor, ロッホ・ネスター)
潜水艦のモーフィングステージに出てくる。魚雷を当てると怒って追いかけてくるが、3回当てると倒せる。
海月 (英語：Preying Mantas, プレイング・マンタズ)
クラゲ。潜水艦のモーフィングステージに出てくる。上下に動く。
てっぽーうお (英語：Spray Fish, スプレイ・フィッシュ)
水面近くに潜んでいて、一定間隔で浮上し、激しい水流を口から吹き出す。水流にヨッシーが当たると水圧で押し返されてしまう。タマゴを当ててもしばらくすればまた浮上する。
あつあつてっぽーうお (英語：Hot Lips, ホット・リップス)
溶岩内に潜んでいるてっぽーうお。口から溶岩を吐き出す。溶岩に触れるとスターのおまもりの数に関係なく即アウトになってしまうため、非常に危険。なお、ヨッシー New アイランドでは溶岩に触れてもスターのおまもりの数が減るだけで即アウトにはならない。タマゴを当ててもしばらくすればまた浮上する。
ゲロゲーロ (英語：Frog Pirate, フロッグ・パイレーツ)
大型の蛙。舌を伸ばしてマリオを奪い取ろうとしてくる。
カニスキー (英語：Clawdaddy, クローダディ)
ヨッシーが近づくと追いかけてハサミで攻撃してくる、体中が泡に包まれたカニ。耐久力が高めで、3回タマゴを当てないと倒れない。ただし、ヒップドロップだと一撃で倒せる。
ノモズ (英語：Lunge Fish, ランジ・フィッシュ)
水辺に潜み、ヨッシーを丸呑みにしようとするナマズのような生物。飲み込まれるとその時点でアウト。
めかくしテレサ (英語：Boo Man Bluff, ブー・マン・ブラフ)
顔に目隠しを巻いているテレサ。音を頼りに動いているので、ゆっくり移動すれば気付かれない。
ばるーんテレサ
風船のような姿をしているテレサ。タマゴを当てるとふくらみ、割れるとスイッチを出す。
びょ〜んおばけ (英語：Boo Blah, ブー・ブラァ)
天井や床に張り付き、ヨッシーが近づくと体を伸ばして脅かしてくる。グロテスクな顔をしている。
どかんおばけ (英語：Caged Ghost, ケージ・ゴースト)
土管や細長い通路に生息して、ヨッシーをとおせんぼしている眉毛の濃いお化け。ヘイホーやムーンサルトヘイホーを口から吐き出してくる。タマゴなどを投げつけると、体が徐々に縮んでいく。しばらくするとまた伸び出し、元のサイズに戻る。
ぶーらぶらおばけ (英語：Dangling Ghost, ダングリング・ゴースト)
天井にへばりついている、眉毛の濃いお化け。普段は振り子運動をしているが、ヨッシーを見かけると赤ちゃんを奪おうと、体を伸ばしてくる。タマゴやスイカの種を当てるとしばらく硬直する。
布おばけ (英語：Spooky, スプーキー)
布を被ったオバケ。中にはヘイホーが隠れている。近づくと襲ってくるが、その時はヘイホーではなくボロドーが出てくる。暫く放置していると稀に挙動が可笑しくなる。
死神さん (英語：Grim Leecher, グリム・リーチャー)
ひみつ・スペシャルステージにのみ登場するレアな敵。背中にくっつかれると、十字キーの左右が逆になってしまう。
おたま (英語：Cloud Drop, クラウドドロップ)
人魂のような姿で、画面上を往復している。
ファイアおたま (英語：Lava Drop, ラーバドロップ)
炎をまとったおたま。挙動はバブルと似ているが、こちらは食べられない。
つむじくん (英語：Gusty, ガスティ)
画面横から無数に現れる。食べて吐き出すとその方向に飛んでいく。
スパーク (英語：Piro Dangle, パイロ・ダングル)
炎を発しながら、暗闇の中を壁に添いつつ移動している。
ウンババリフト
頭の上にリフトを乗せたウンババ。乗ると動き出し、一定のポイントまで来ると止まって体を伸ばす。事実上の味方キャラ。
ロジャーリフト
頭の上にリフトを乗せた水のお化け。ウンババリフトと同じ味方キャラ。
ベトベトさん
踏むと足の下にくっついて、トゲの上を渡れるようになる。十字キーの下を押すと外れる。触れてもダメージはない。
プリン (英語：Georgette Jelly, ジョージェット・ジェリー)
艶々した見た目が特徴。口に含められるが飲み込めず、踏むかタマゴを当てると潰れるがすぐに復活する。
大砲くん (英語：Kaboomba, カブンバ)
足のついた大砲。歩きながら砲弾を落とす。
ワンワンドスン（落下ワンワン）
普段は画面奥にいるが、近づくと上空から降ってきて足場を破壊する。無限に出現するものもいる。
ビッグワンワン  (英語：Shark Chomp, シャーク・チョンプ)
画面左から出現し、足場を破壊しながら追いかけてくる。壁に激突すると歯が砕けて勝手に落下する。
グルグルバー
一点を中心に1本ないし2本で回転するトゲの棒付き鉄球。すり抜けることはできない。進行方向とは逆に回転するものがある。
鉄球ドスン
鎖付き鉄球を真下に落とし、それをゆーれいヘイホーが巻き上げ、また落とす…を繰り返すトラップ。
まきあげドスン
トゲの付いた丸太。「?」マークが書かれた上の車にタマゴを当てると、一定時間鎖が巻き上がる。
風船ボム (英語：Baron von Zeppelin, バロン・フォン・ツェッペリン)
爆弾を吊り下げた風船。ヨッシーが下を通過すると爆弾を落としてくる。他にもサンボ、ヘイホー、ボロドーを吊しているものが存在する。
バクハツ1UP風船
1UPの字が書かれた風船で、ヨッシーが近づくと膨らみだす。素早く食べれば1UPできるが、失敗して割れると中から敵が出てくる。

### ボスキャラクター
各ステージ4に中ボス、ステージ8に大ボスが出現する。ゲロゲーロとベビークッパを除き通常の敵キャラクターがカメックの魔法により巨大化したものと戦う。
ビッグドンブリ (英語：Burt the Bashful, バート・ザ・バッシュフル)
ワールド1の中ボス。ドンブリブロスを巨大化。ジャンプしながら往復してくる以外は何もしてこない。攻撃を当てるとパンツが徐々にズレていき、とどめをさしたらパンツが脱げた後赤面して風船の空気が抜けたように飛んで消滅する。
ビッグスライム (英語：Salvo the Slime, サルボ・ザ・スライム)
ワールド1の大ボス。スライムを巨大化。ジャンプしながら移動する。タマゴを当てるか、スライムを吐き出して当てるとスライムが無数に出る。分裂したスライムにはダメージ判定があるが、ビッグスライム本体にはない。なお、このボスに似たブロックスライムがステージの至る所に登場する。
びっくりテレサ (英語：Bigger Boo, ビッガー・ブー)
ワールド2の中ボス。テレサ（大）を巨大化。通常のテレサと同じくヨッシーが前から見ると恥ずかしがるが、その際に体が透明になり、この間は双方のダメージ判定がなくなる。攻撃するとどんどん巨大化する。
つぼおばけ (英語：Roger the Potted Ghost, ロジャー・ザ・ポット・ゴースト)
ワールド2の大ボス。壷から誕生した頭に花をつけた謎の生命体。口から鬼火のようなものを吐き、体当たりで攻撃する。自分から移動できないため、ヨッシーの反対側にいる2匹のヘイホーが壺を移動させるが、力は小さい。一切のダメージを与えることが出来ないが画面端の穴に落とすと勝利。
ゲロゲーロ (英語：Prince Froggy, プリンス・フロッギー)
ワールド3の中ボス。このステージでは、カメックが逆にヨッシーに魔法をかけて小さくして、飲み込まれた後の胃の中でヨッシーが攻撃する形式になっている。のどちんこが弱点であり、胃の中に落ちてくるヘイホーを食べてタマゴにして攻撃する。タマゴをぶつけるごとに胃の面積が狭くなり、降ってくる胃液の量も増える。
ビッグパックン (英語：Naval Piranha, ネーバル・ピラニア)
ワールド3の大ボス。パックンフラワーを巨大化。横移動して襲ってくるほか、口からプチパックンの綿毛を飛ばす。デベソが弱点。
このボスのみ、ある条件を満たすと戦わずにステージクリアになることがあり、カメックも捨て台詞を吐いて逃げる。
ビッグプチプチ (英語：Marching Milde, マーチング・ミルド)
ワールド4の中ボス。プチプチくんを巨大化。普段は歩いているだけだが、何回かヒップドロップで踏みつけると小さくなりながら倍に分裂していき、最終的には普通のプチプチくんになる。
ビッグノコノコ (英語：Hookbill the Koopa, フックビル・ザ・クッパ)
ワールド4の大ボス。ノコノコを巨大化。立ち上がって襲ってきたり、ダッシュジャンプからフライングボディプレスを繰り出すなど、攻撃のバリエーションが多い。腹が急所であり、ヒップドロップでダメージを与えられる。うつ伏せ時に頭や甲羅を踏みつけるとタマゴを吐き出す。
ビッグけめくじ (英語：Sluggy the Unshaven, スラギー・ザ・アンシェーブン)
ワールド5の中ボス。けめくじを巨大化。体が柔らかく、タマゴの衝撃を吸収して跳ね返す。体の中にある弱点の心臓にタマゴを当てるとダメージを与えられる。敵本体に当たってもダメージはないが、端に開いている穴まで追い詰められると負けとなる。
ビッグキューちゃん (英語：Raphael the Raven, ラファエル・ザ・レーブン)
ワールド5の大ボス。キューちゃんを巨大化。球体の小惑星の上で戦う、ゲロゲーロと並んで異色を誇るボス。惑星にある突起をヒップドロップで踏むと小惑星の反対側に出っ張ってダメージを与えられるが、徐々に怒ってパワーアップしていく。ジャンプすると両方に球体を2周する衝撃波を放つ。倒せば空の星座となる。
ビッグカチカチ (英語：Tap-Tap the Red-Nose, タップタップ・ザ・レッドノーズ)
ワールド6の中ボス。カチカチくんを巨大化。直接攻撃で倒せないため、床を壊して溶岩に落とす必要がある。体色は銀色。普通のカチカチくんと違い、ヨッシーを追いかける上、ジャンプ力もある。歩く音も普通のカチカチくんより大きい。なお、6-8の隠しルートでは、ビッグカチカチSP（体色は金色）という敵キャラが登場する。大ボス戦闘時のBGM（GBA版では戦闘前のBGM）が流れるが、この個体はボスではない。
ベビークッパ (英語：Baby Bowser, ベビー・バウサー)
ワールド6の大ボスであり、本作品の最終ボスである。
ヨッシーの背中に乗ろうとヒップドロップを仕掛けて床に波を発生させる。ヒップドロップによって床から発生する波でダメージを与えられる。
ビッグクッパ
ヨッシーに倒されたベビークッパにカメックが魔法をかけて巨大化させた姿。落石で足場を破壊したり炎で攻撃しながら画面の奥から近づいてくる。

## 他機種版
| No. | タイトル                                      | 発売日                                     | 対応機種               | 開発元 | 発売元 | メディア                            | 備考                                                                                   | 出典                        |
| --- | --------------------------------------------- | ------------------------------------------ | ---------------------- | ------ | ------ | ----------------------------------- | -------------------------------------------------------------------------------------- | --------------------------- |
| 1   | スーパーマリオアドバンス3                     | 2002年9月20日                              | ゲームボーイアドバンス | 任天堂 | 任天堂 | ROMカセット                         |                                                                                        | [ 5 ] [ 4 ]                 |
| 2   | スーパーマリオアドバンス3                     | 2011年12月16日                             | ニンテンドー3DS        | 任天堂 | 任天堂 | ダウンロード (バーチャルコンソール) | ゲームボーイアドバンス版の移植。 ニンテンドー3DS本体の早期購入者を対象とした無料配信。 | [ 6 ] [ 7 ]                 |
| 3   | スーパーマリオアドバンス3                     | 2014年4月24日 2014年4月25日 2014年10月15日 | Wii U                  | 任天堂 | 任天堂 | ダウンロード (バーチャルコンソール) | ゲームボーイアドバンス版の移植。                                                       | [ 8 ]                       |
| 4   | ニンテンドークラシックミニ スーパーファミコン | 2017年9月29日 2017年10月5日                | -                      | 任天堂 | 任天堂 | 内蔵ソフト                          | スーパーファミコン版を収録。                                                           | [ 9 ]                       |
| 5   | スーパーファミコン Nintendo Classics          | 2019年9月6日                               | Nintendo Switch        | 任天堂 | 任天堂 | ダウンロード                        | スーパーファミコン版の移植。                                                           | [ 10 ] [ 11 ] [ 12 ]        |
| 6   | ゲームボーイアドバンス Nintendo Switch Online | 2023年5月26日                              | Nintendo Switch        | 任天堂 | 任天堂 | ダウンロード                        | ゲームボーイアドバンス版の移植。                                                       | [ 13 ] [ 14 ] [ 15 ] [ 16 ] |

### スーパーマリオアドバンス3
『スーパーマリオアドバンス3』（スーパーマリオアドバンススリー、英題: YOSHI'S ISLAND: SUPER MARIO ADVANCE 3）は、2002年9月20日に任天堂より発売されたゲームボーイアドバンス用アクションゲーム。パッケージ上の副題は『ヨッシーアイランド+マリオブラザーズ』。スーパーファミコン用ソフト『スーパーマリオ ヨッシーアイランド』の内容を移植し、いくつかの要素が追加、変更された。2011年12月16日には、ニンテンドー3DS本体の早期購入者を対象とした「アンバサダー・プログラム」として、ニンテンドー3DS用のバーチャルコンソールが無料配信された。また、2014年10月15日よりWii U用のバーチャルコンソールが有料配信されている。2023年5月26日より『ゲームボーイアドバンス Nintendo Switch Online』にて配信開始。

#### SFC版ヨッシーアイランドからの主な変更点
- ゲームクリア後にプレイできる「ひみつステージ」が各ワールドに1つずつ追加。
- ヨッシーの声が『ヨッシーストーリー』や『マリオパーティ4』等のものになったほか、一部効果音も変更。
- ステージ選択画面の描写が少し変更され、ワールド選択のマップが追加された。
- ステージ選択画面でのボーナスチャレンジは各ワールドの合計点数が700点以上になった際にプレイできる仕様になった。
- ポーズ画面からステージ選択画面に戻れるようになった。
- ワールドごとの合計スコアによってヨッシーの残り数が増えるようになった。
- 各ステージを始める時のステージ名の表示の仕方が変更。例えば1-1をプレイするとSFC版では「1ワールド  1」と表示されるが、本作では「ワールド1-1」と表示される。
- 1-8の途中にタマゴを補充する為の空間が設置されるなど、ステージの一部が変更されている。また、一部のマップのBGMも変更されている。
- 城ボス戦時のBGMが、サウンドトラック収録版(3-8及び5-8のボス戦で流れていたもの)に統一された。
- モーフィングの継続時間が長くなった。
- スリープ機能の追加。
- 他の『スーパーマリオアドバンス』シリーズと同様に、『マリオブラザーズ』のリメイク版を収録。最大4人まで同時にプレイできる。
- タイトル画面から、スーパーマリオの文字が消え、「スーパーマリオ ヨッシーアイランド」から「ヨッシーアイランド」に変更された。データ内には「スーパーマリオ」のグラフィックは残っている。
- ステージ内にあるボロドーと対戦できるミニバトルだが、前作では一回までだったが今作により何度でもプレイ可能となった。
- SFC版では全てのワールドで合計900点を取って完全クリアしても特に何も起こらなかったが、本作では全てのワールドで合計1000点を取ると、「congratulations!」の完全クリアの画面が表示される。
その時に「ヨッシーアイランドで かつやくした だい________ばんめの ヨッシーです！」と表示され、おわりの画面が表示される。
  - つまりここで「1ばんめ」と表示されれば、赤ちゃんと出会ったときから一度もミスしなかったことになる。
  - この画面は一度しか表示されないが、『ヨッシーアイランド』のタイトル画面よりも前のゲームを選択する場面で、番号は常に表示される。
また別のデータで完全クリアをすれば更新することも可能。

## 開発
開発中の仮タイトルは「スーパーマリオブラザーズ5 ヨッシーアイランド」。
『スーパーマリオワールド』のデザイナーだった日野重文は、宮本から「いつまで絵を描いているのか」と言われたことがきっかけで、試行錯誤しながら企画を練っていた。次の企画が不採用となったら任天堂を去ろうと考えていた矢先、ヨッシーを主人公にすることを思い立つ。横スクロールアクションとしては『スーパーマリオワールド』でやり切っていたため、ヨッシーを主人公にすれば新たな遊びができるという利点があった。同作のディレクターだった手塚卓志はゼルダの伝説シリーズの開発に携わりながらも日野の相談に乗り、助言を与えた。
その矢先の1994年11月、レア社が開発した『スーパードンキーコング』が発売される。この作品は当時のスーパーファミコン用ソフトでは珍しい3DCGを駆使していたことから、販売元である任天堂社内でも話題となり、本作『スーパーマリオ ヨッシーアイランド』でも3DCGを入れてはどうかという提言が寄せられたものの、この時点では開発が進んでいたため3DCGの導入は不可能だった。開発チームは『スーパードンキーコング』の真逆の作風にしようということで手書き風グラフィックを採用しようとしたものの、方向性がなかなか定まらなかった。彼らは少し前に入社したばかりの野上恒に相談したところ、マーカーで描いた山の絵を提出してきた。これを基にした試行錯誤の末、方向性が定まり、ターニングポイントとなった。
また、翌年の1996年には次世代機NINTENDO 64の発売を控えており、ディレクターの手塚や紺野秀樹が同ハード用ソフト『スーパーマリオ64』の応援に行ってしまう。残された日野と野上ともう一人のデザイナーの3人は、SRDにプログラミングを委託しつつも、手塚らが残した骨組みを基に肉付けをしていった。
その後、彼らは開発途中のものを流通関係者に提出したところ良い評価を得、これがきっかけでスタッフたちの呼び戻しに成功した。日野は2017年のインタビューの中で部品はそろっていたものの、ゲームバランスが整っていなかったため、商品として仕上げるには手塚や宮本茂らの助けが必要だったと振り返っている。

### スタッフ
スーパーファミコン版
- ディレクター：手塚卓志、中郷俊彦、日野重文、紺野秀樹
- プログラマー：岩脇敏夫、新居勝、幸田清、高畑悟、森田和明、山本雄一、笠松栄弘、吉田茂樹、竹谷康範
- コース・デザイナー：山村康久、臼井健太、野本佳裕、能登英司
- サウンド・コンポーザー：近藤浩治
- キャラクター・デザイナー：日野重文、野上恒、飯村正宏、黒梅知明
- C.G.デザイナー：小泉歓晃
- スペシャル・サンクス：山口恒、春花良紀、小田部羊一、酒井康裕、角井博信、山城重喜、福井公芳、加藤圭三、 富田聡一郎、吉村実恵、田邊賢輔、橋本徹
- プロデューサー：宮本茂
- エグゼクティブ・プロデューサー：山内溥

ゲームボーイアドバンス版
- ディレクター：木村浩之
- マップ・ディレクター：山村康久
- スーパーバイザー：中郷俊彦
- プログラム：西山達夫、澤谷祐司、西山健一、能登英司、幸田清、中西桂剛、河合利紀
- グラフィック・デザイン：富田絵美
- サウンド：鈴木太樹
- マップ・サポート：野上恒、足助重之
- テクニカル・サポート：岡本慎吾
- スペシャル・サンクス：スーパーマリオクラブ、SRD、オリジナルスタッフ
- プロデューサー：手塚卓志
- エグゼクティブ・プロデューサー：岩田聡

## 攻略本
- 『スーパーマリオ ヨッシーアイランド 必勝攻略法』（1995年10月25日発売、双葉社、961円（定価）、ISBN 4575285161)
- 『スーパーマリオ ヨッシーアイランド 攻略ガイドブック』（1995年9月20日発売、T2出版、876円、ISBN 4900700096）
- 『任天堂公式ガイドブック スーパーマリオ ヨッシーアイランド』（小学館、ISBN 4091025234)
- 『ヨッシーアイランドを100倍楽しく遊ぶ本』（1995年10月1日発売、ティーツー出版、ISBN 978-4900700109)
- 『スーパーマリオ ヨッシーアイランド』（1995年9月1日発売、ティーツー出版、ISBN 4900700096）
- 『スーパーマリオ ヨッシーアイランド スーパーガイド』（1995年10月1日発売、ソフトバンククリエイティブ、ISBN 4890527982）
- 『スーパーマリオ ヨッシーアイランド 裏ワザ大全集』（1995年12月25日発売、二見書房、1047円（定価）、ISBN 4576951637)
- 『スーパーマリオ ヨッシーアイランドのあるきかた』（1995年10月14日発売、アスペクト、ISBN 4893664255)
- 『スーパーマリオ ヨッシーアイランド オール100点攻略ガイド』（1995年10月1日発売、講談社、ISBN 4063292355)

## 漫画作品
- 『スーパーマリオ ヨッシーアイランド 4コマギャグバトル』（1995年10月1日発売、光文社、ISBN 978-4334802943）
- 『スーパーマリオ ヨッシーアイランド 4コマギャグバトル PART.2』（1996年3月25日発売、光文社、ISBN 978-4334803148）
- 『スーパーマリオ大集合 4コマギャグバトル』（1996年4月1日発売、光文社、660円（定価）、ISBN 978-4334803247)
- 『スーパーマリオ ヨッシーアイランド 4コマまんが王国①』（1995年10月1日発売、双葉社、ISBN 978-4575934229)
- 『スーパーマリオ ヨッシーアイランド 4コマまんが王国②』（1996年3月1日発売、双葉社、563円、ISBN 978-4575934410)
- 『スーパーマリオ 4コママンガ劇場』 9巻～10巻、ショートコミック劇場に収録
- 『おとぼけヨッシーくん』（未単行本化、うえだ未知作、『小学一年生』で連載されていた）
- 『スーパーマリオくん』（小学館、沢田ユキオ作、14～15巻に収録）
- 『スーパーマリオ ヨッシーアイランド 1』（1996年2月1日発売、講談社、本山一城作、ISBN 4063196828)
- 『スーパーマリオ ヨッシーアイランド 2』(1996年6月1日発売、同上、ISBN 4063197034)
- 『スーパーマリオ ヨッシーアイランド 3』（1996年10月5日頃、同上、ISBN 978-4063197426)

## 評価
スーパーファミコン版
- ゲーム誌『ファミコン通信』の「クロスレビュー」では、9・9・8・7の合計33点（満40点）でゴールド殿堂を獲得[24][29]。その他、ノダは「任天堂のソフト開発力はすさまじい」と絶賛し、水ピンはグラフィックに関して肯定的に評価した[29]。

- ゲーム誌『ファミリーコンピュータMagazine』の読者投票による「ゲーム通信簿」での評価は以下の通り24.8点（満30点）[28]。

| 項目 | キャラクター | 音楽 | お買得度 | 操作性 | 熱中度 | オリジナリティ | 総合 |
| 得点 | 4.5          | 4.0  | 3.9      | 4.1    | 4.2    | 4.1            | 24.8 |

ゲームボーイアドバンス版
ゲーム誌『ファミ通』の「クロスレビュー」では合計31点（満40点）でシルバー殿堂を獲得した。